# Баштан (Гомельский район)
Баштан (бел. Башта́н) — посёлок в Грабовском сельсовете Гомельского района Гомельской области Республики Беларусь.

## География

### Расположение
В 32 на юг от Гомеля, железнодорожная станция Терюха.

## Транспортная сеть
Транспортные связи по просёлочной, затем автомобильной дороге Тереховка — Гомель. Планировка состоит из прямолинейной широтной улицы, которую по центру пересекает железная дорога. На севере — обособленный участок застройки, который состоит из короткой улицы. Застройка деревянная усадебного типа.

## История
Основан в начале XX века. В 1909 году — хутор. В 1926 году — посёлок в Грабовском сельсовете Носовичского района Гомельского округа. В 1930 году жители вступили в колхоз. Во время Великой Отечественной войны в сентябре 1943 года немецкие оккупанты сожгли 51 двор, убили 5 жителей. Освобождён 28 сентября 1943 года. 25 жителей погибли на фронте. В боях за посёлок погибли 6 советских солдат (похоронены в братской могиле на кладбище). В составе совхоза «Заря» (центр — деревня Грабовка).

## Население

### Численность
- 2004 год — 45 хозяйств, 101 житель.

### Динамика
- 1909 год — 1 двор, 5 жителей.
- 1926 год — 24 двора, 129 жителей.
- 1926 год — 54 двора, 170 жителей.
- 2004 год — 45 хозяйств, 101 житель.